# Coupe d'Irlande de football 1947-1948
Navigation
Édition précédente Édition suivante
La Coupe d'Irlande de football 1947-1948, en anglais The Football Association of Ireland Challenge Cup, est la 27e édition de la Coupe d'Irlande de football organisée par la Fédération d'Irlande de football. La compétition commence le 8 février 1948, pour se terminer le 11 avril 1948. Les Shamrock Rovers remportent pour la onzième fois la compétition en battant en finale le Drumcondra FC.

## Organisation
La compétition rassemble douze clubs. Ils évoluent dans le championnat d'Irlande ou en Leinster League comme le St. Patrick's Athletic FC qui n'intègrera le championnat que quatre ans plus tard mais qui a déjà une politique de recrutement ambitieuse. La formule de l'épreuve revient vers une élimination directe dès le premier tour. Le nombre de clubs inscrits rend obligatoire un deuxième tour incomplet : deux équipes sont tirées au sort et sont directement qualifiées pour les demi-finales.

## Premier tour
Les matchs se déroulent les 8, 14 et 15 février 1948. 
| Club recevant            | Score | Club visiteur             | Date           |
| ------------------------ | ----- | ------------------------- | -------------- |
| Cobh Ramblers FC         | 1-4   | St. Patrick's Athletic FC | 8 février 1948 |
| Shelbourne Football Club | 5-1   | Dundalk Football Club     | 14 février     |
| Cork United              | 5-1   | Saint James's Gate FC     | 15 février     |
| Limerick Football Club   | 1-2   | Drumcondra FC             | 15 février     |
| Shamrock Rovers          | 3-0   | Bohemian FC               | 15 février     |
| Waterford United         | 3-1   | Transport FC              | 15 février     |

## Deuxième tour
Les matchs se déroulent les 28 et 29 février 1948. 
| Club recevant            | Score | Club visiteur            | Date            |
| ------------------------ | ----- | ------------------------ | --------------- |
| Shamrock Rovers          | 2-1   | Waterford United         | 28 février 1948 |
| Drumcondra Football Club | 1-0   | Shelbourne Football Club | 29 février      |

Cork United et St. Patrick's Athletic FC sont exemptés de ce tour par tirage au sort. Ils sont directement qualifiés pour les demi-finales.

## Demi-finales
Les matchs se déroulent le 21 mars 1948. Ils se déroulent à Dalymount Park à Dublin et au Mardyke à Cork. Le match d'appui est organisé le 24 mars.
| Première demi-finale | Cork United | 1-1 | Drumcondra Football Club | The Mardyke, Cork |  |
| 21 mars 1948         | Drummond    |     | Dermot Delaney           |                   |  |

| Première demi-finale, match d'appui | Drumcondra Football Club | 2-0 | Cork United | Dalymount Park, Dublin |  |
| 24 mars 1948                        | McConkey                 |     |             |                        |  |

| Deuxième demi-finale | Shamrock Rovers                                          | 8-2 | St. Patrick's Athletic FC | Dalymount Park, Dublin |  |
| 21 mars 1948         | Podge Gregg · Paddy Coad · Franck Glennon · Eugene Kirby |     |                           |                        |  |

## Finale
La finale a lieu le 11 avril 1948. Elle se déroule devant 33 812 spectateurs rassemblés dans le Dalymount Park à Dublin. Les Shamrock Rovers remportent le match sur le score de deux buts à un. C'est la onzième victoire des Rovers.
A deux minutes de la fin du match, alors que les Shamrock Rovers gagnent 2-1, Drumcondra se voit accorder un pénalty. Le duel entre Jimmy Collins et Benny Henderson qui a déjà marqué un but en première mi-temps tourne à l'avantage du gardien qui arrête le tir de l'ailier de Drumcondra. Cet arrêt scelle la victoire des Rovers qui empêche ainsi leur adversaire de faire le doublé coupe-championnat.
| Finale        | Shamrock Rovers Football Club | 2-1     | Drumcondra Football Club | Dalymount Park, Dublin                              |                                                     |
| 11 avril 1948 | Paddy Coad 45e · Eugene Kirby 75e | (0-1)   | Benny Henderson 18e | Spectateurs : 33 812 Arbitrage : E. Whelan (Dublin) | Spectateurs : 33 812 Arbitrage : E. Whelan (Dublin) |
| 11 avril 1948 | Jimmy Collins, Mattie Clarke, Jackie Coyle, Ossie Nash, Bobby Rogers, Tommy Dunne, Franck Glennon, Paddy Coad, Podge Gregg, Des Treacy, Eugene Kirby | Équipes | Peter Keogh, Johnny Robinson, Joe Barnwell, Tommy Kinsella, Kevin Clarke, Billy Mulville, Christie Giles, John Lawlor, Dermot Delaney, Paddy Daly, Benny Henderson | Spectateurs : 33 812 Arbitrage : E. Whelan (Dublin) | Spectateurs : 33 812 Arbitrage : E. Whelan (Dublin) |